# Abu Yahya ben Abd al-Haqq
Abû Yahyâ ben `Abd al-Haqq (أَبُو يَحيَى بن عَبد الحَقّ, ⴰⴱⵓ ⵢⴰⵃⵢⴰ ⵓ ⵄⴱⴷ ⵍⵃⴰⵇⵇ ) est né à Fes à une date inconnue. Abû Yahyâ fut le troisième fils de `Abd al-Haqq et le premier à prendre le pouvoir comme sultan et fondateur de la dynastie mérinide en 1244. Il est mort de maladie en 1258.

## Histoire
Les Almohades essayaient encore de se rallier des tribus berbères pour combattre les Mérinides. Abû Yahyâ prit position dans la région de Meknès. Il fit mine de s’allier avec les Hafsides installés en Tunisie. Il se replia vers le Maroc Oriental puis après une défaite de l'armée mérénide il reprit tout le nord du Maroc. Il dut encore mater une rébellion à Fès (1250).
Il fut enterré dans la nécropole de Chella près de Rabat qu'il avait fait construire (1258).

## Sources
1. ↑  C. Agabi, « Abū Yahya », Encyclopédie berbère, no 1,‎ 1er novembre 1984, p. 92 (ISSN 1015-7344, DOI 10.4000/encyclopedieberbere.801, lire en ligne, consulté le 30 mars 2024)

- Charles-André Julien, Histoire de l'Afrique du Nord, des origines à 1830, édition originale 1931, réédition Payot, Paris, 1994